# Henri Speville
Henri Speville (ur. 1 listopada 1971) – maurytyjski piłkarz grający na pozycji obrońcy. W swojej karierze rozegrał 63 mecze w reprezentacji Mauritiusa.

## Kariera klubowa
Swoją karierę piłkarską Speville rozpoczął w klubie Fire Brigade SC. W sezonie 1991/1992 zadebiutował w jego barwach w pierwszej lidze maurytyjskiej. Grał w nim do 2000 roku. Wywalczył z nim trzy mistrzostwa Mauritiusa w sezonach 1992/1993, 1993/1994 i 1998/1999 oraz zdobył cztery Puchary Mauritiusa w latach 1994, 1995, 1997 i 1998. W sezonie 2000/2001 grał w Olympique de Moka, z którym został mistrzem kraju. W latach 2002–2006 był zawodnikiem aS Port-Louis 2000. Czterokrotnie zostawał z nim mistrzem Mauritiusa w sezonach 2002, 2003, 2003/2004 i 2004/2005 oraz zdobył dwa puchary kraju w latach 2002 i 2005. W latach 2006–2010 był piłkarzem klubu Pamplemousses SC, w którym zakończył karierę. Wraz z nim był mistrzem kraju w sezonie 2010 i zdobył puchar kraju w 2009 roku.

## Kariera reprezentacyjna
W reprezentacji Mauritiusa Speville zadebiutował 9 stycznia 1995 roku w przegranym 0:3 meczu kwalifikacji do Pucharu Narodów Afryki 1996 z Zambią. Od 1995 do 2007 rozegrał w kadrze narodowej 63 mecze.